# Giesecke & Devrient
Giesecke+Devrient, G+D — немецкая компания, штаб-квартира которой расположена в Мюнхене. Она специализируется на печати банкнот и ценных бумаг, а также на производстве смарт-карт.

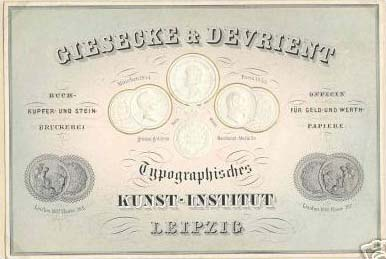
Старая реклама компании

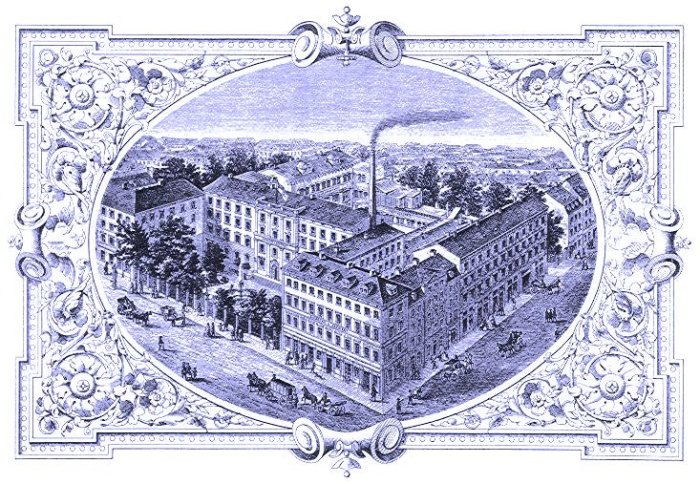
Изображение фабрики компании в Лейпциге

Компания была основана в 1852 году Германом Гизеке (нем. Hermann Giesecke) и Альфонсом Девриентом (нем. Alphonse Devrient) и первоначально специализировалась на печати различных документов. Репутация качественной работы товарищества была подтверждена на Всемирной выставке 1867 года в Париже.
Сейчас Giesecke+Devrient является вторым по величине поставщиком банкнот в мире с годовым доходом в 2,45 миллиарда долларов. Число сотрудников G+D достигает более 11 600. Компания имеет около 50 совместных и дочерних предприятий по всему миру и управляет полиграфическими фабриками в Германии (в Мюнхене до 2014 год и Лейпциге), в Канаде (в Оттаве и Торонто) и в Малайзии (Куала-Лумпур).
Также компания производит специальную бумагу для банкнот, чеков, сертификатов, паспортов и билетов.
В настоящее время G+D поставляет банкноты евро для немецкого Бундесбанка и печатает деньги для многих других стран, в частности: для Камбоджи, Хорватии, Эфиопии, Гватемалы, Ямайки, Литвы, Перу и Зимбабве. В Японии компания больше известна как производитель смарт-карт.
Компания с 1965 года ведёт бизнес с Родезией и ее государством-преемником Зимбабве. Она поставляла бумагу для банкнот, паспортов и других официальных документов во время гиперинфляции в стране.